# Ivan Cočev
Ivan Ivanov Cočev (in bulgaro Иван Иванов Цочев?; trasl. angl.: Ivan Ivanov Tsochev; Sofia, 9 luglio 1954) è un lottatore e allenatore di lotta bulgaro, specializzato nella lotta libera.

## Biografia
In carriera ha vinto una medaglia d'argento e due di bronzo ai campionati europei di lotta nella categoria dei -57 kg.
Ha rappresentato la Bulgaria ai Giochi olimpici estivi di Mosca 1980, dove si è classificato al quarto posto nel torneo dei pesi gallo.
Dopo il ritiro dall'attività agonistica è divenuto allenatore di lotta. Dal 2000 ha iniziato ad allenare la nazionale francese di lotta libera maschile e femminile.

## Palmarès
| Anno | Manifestazione  | Sede              | Evento             | Risultato | Note |
| ---- | --------------- | ----------------- | ------------------ | --------- | ---- |
| 1978 | Europei         | Sofia             | Pesi gallo (57 kg) | Bronzo    |      |
| 1978 | Mondiali        | Città del Messico | Pesi gallo (57 kg) | 4º        |      |
| 1979 | Europei         | Bucarest          | Pesi gallo (57 kg) | Bronzo    |      |
| 1980 | Europei         | Prievidza         | Pesi gallo (57 kg) | Argento   |      |
| 1980 | Giochi olimpici | Mosca             | Pesi gallo (57 kg) | 4º        |      |